# Strzalikowate
Strzalikowate (Ommastrephidae) – rodzina kałamarnic. Obejmuje gatunki średnich i dużych rozmiarów. Niektóre są poławiane gospodarczo, m.in. kalmar europejski (Todarodes sagittatus) i strzalik japoński (Todarodes pacificus).
Cechą wyróżniającą strzalikowate jest charakterystyczny kształt chrząstki zamykającej lejek (zatrzask), widoczny już u form młodocianych. Zatrzask ten ma dwa wydłużone grzebienie ułożone w formie odwróconej litery T. 

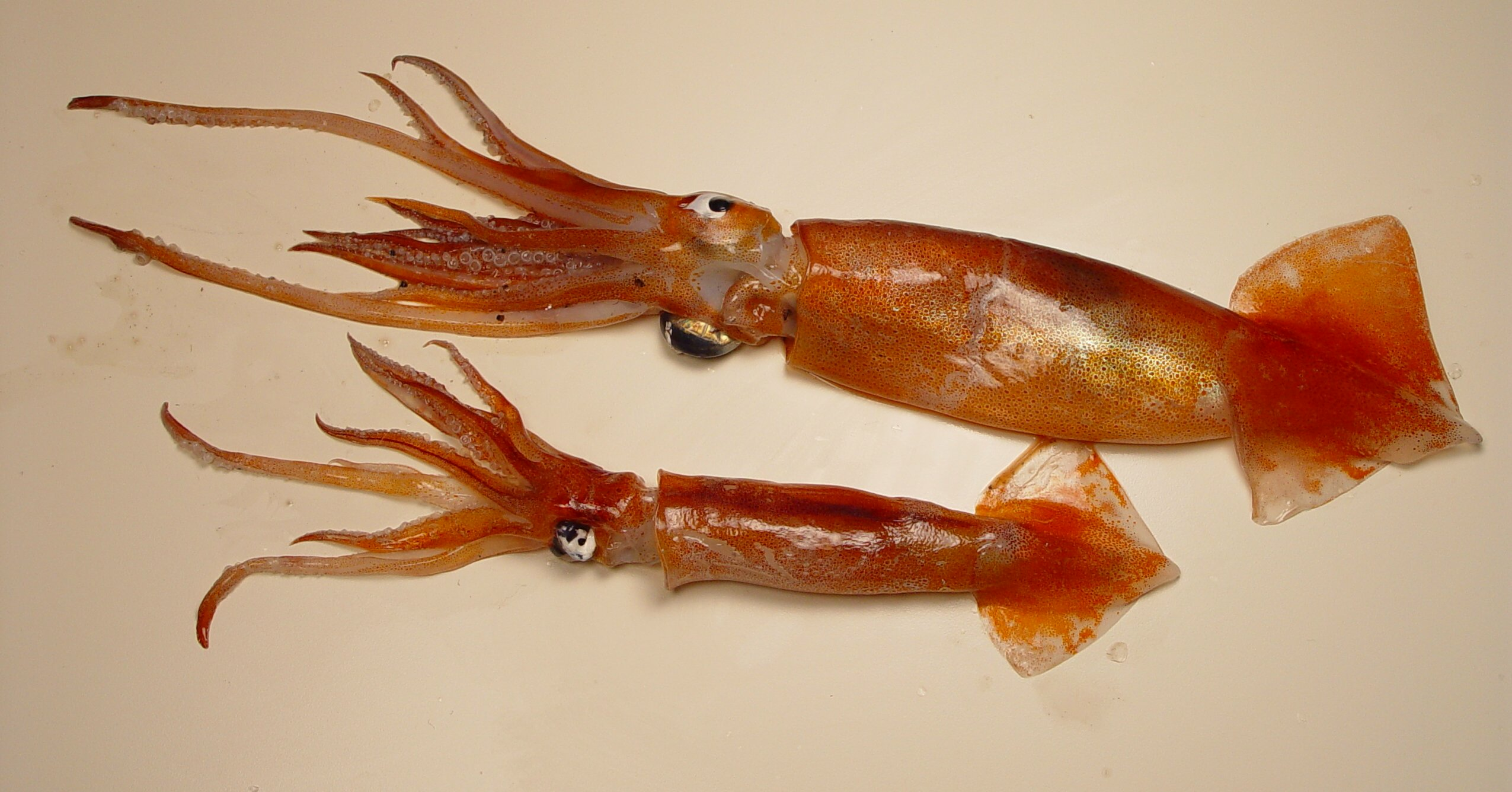
Illex coindetii

Ciało tych głowonogów ma torpedowaty kształt, ku tyłowi jest stożkowo zaostrzone. Na ramionach występują dwa rzędy przyssawek zaopatrzonych w drobne, rogowe ząbki, bez haczyków. U wielu gatunków występują fotofory.
Występują w wodach oceanicznych, na głębokościach 0–1500 m. Żyją w stadach. Odbywają dobowe wędrówki pionowe oraz wędrówki sezonowe. Młode żywią się skorupiakami planktonowymi, a osobniki dorosłe rybami.

## Klasyfikacja
Do strzalikowatych zaliczono około 20 gatunków, które zgrupowano w podrodzinach:
- Illicinae
- Ommastrephinae
- Todarodinae